# Тлостанов Калімет Тутович
Калімет Тутович Тлостанов (13 лютого 1908, село Догужоково Нальчицького повіту Терської області, тепер село Аушигер Черецького району, Кабардино-Балкарія, Російська Федерація — 9 вересня 1990, місто Нальчик, Кабардино-Балкарія, Російська Федерація) — радянський державний діяч, голова Ради міністрів Кабардинської АРСР, голова президії Верховної ради Кабардино-Балкарської АРСР. Депутат Верховної ради РРФСР 3-го скликання. Депутат Верховної ради СРСР 4-го скликання.

## Життєпис
У 1932 році закінчив Горський (Північно-Осетинський) державний сільськогосподарський інститут у місті Владикавказі.
З 1932 року працював зоотехніком колгоспної ферми у Нагорному районі Кабардино-Балкарської АРСР.
Член ВКП(б) з 1941 року.
У 1942—1943 роках — заступник народного комісара землеробства Кабардино-Балкарської АРСР.
У 1943—1945 роках — народний комісар землеробства Кабардино-Балкарської (Кабардинської) АРСР.
У 1945—1948 роках — слухач Вищої партійної школи при ЦК ВКП(б).
У 1949—1951 роках — секретар президії Верховної ради Кабардинської АРСР.
У 1951 — січні 1957 року — голова Ради міністрів Кабардинської АРСР.
У січні 1957 — 1959 року — голова президії Верховної ради Кабардино-Балкарської АРСР.
З 1959 року — помічник голови Ради міністрів Кабардино-Балкарської АРСР. Потім — персональний пенсіонер.
Помер 9 вересня 1990 року в місті Нальчику. Похований в Аушигері.

## Нагороди і звання
- орден Леніна
- орден Червоної Зірки
- медалі